# Rudník (okres Myjava)
Rudník je obec na západě Slovenska v okrese Myjava v Trenčínském kraji. Žije zde 817 obyvatel. První písemná zmínka o obci pochází z roku 1955. Rudník tvoří mnoho osad, kopanic, které jsou roztroušeny na úpatích kopců a v údolích Myjavské pahorkatiny.